# Madho Beni
Pour les articles homonymes, voir Beni.
Rana Beni Madho Baksh Singh, né vers 1820 à Shankarpur et mort en 1859 au Népal, est un des chefs des Cipayes lors de la révolte de 1857.

## Biographie
Beni Madho parvient à rallier les zamindars mais doit se réfugier au Népal où il est tué par un des régiments de Colin Campbell,,,,.
Beni Madho est à l'origine de la construction du temple de Dourga.
Jules Verne le mentionne dans son roman La Maison à vapeur (partie 1, chapitre III).